# Филлис (тропический шторм)
Филлис (PHYLLIS) — тайфун № 198112, обрушившийся в августе 1981 года на север Японии, южные и центральные районы Дальнего Востока СССР (Приморский, Хабаровский край, Амурскую область, Сахалин и Курилы) и приведший к человеческим жертвам, парализовавший работу транспорта, затопивший огромное количество сельскохозяйственных угодий и нанесший большой экономический ущерб. Стихийное бедствие продолжалось около 7 суток (время жизни тайфуна — 144 часа). По маршруту прохождения тайфуна наблюдались продолжительные ливневые дожди: за сутки-двое выпало по две-три месячные нормы осадков, а также ураганные ветры (порывы до 30-35 м/сек) и сход селей. Основной удар стихии пришёлся на японский остров Хоккайдо, южные районы о. Сахалин, центральные и северные районы Приморья, южные и центральные районы Хабаровского края.
Для Дальнего востока СССР тайфун Филлис оказался одним из самых разрушительных за всю историю наблюдений.

## Общая информация
Тайфун зародился 2 августа в северо-западной части Тихого океана — севернее о. Гуам. Траектория тайфуна оказалась аномально северной — обычно тихоокеанские тайфуны проходят значительно южнее: центр тайфуна двигался на север, достиг японского о. Хоккайдо и пересёк его в восточной части, затем начал уклонение к западу и пересёк южный Сахалин; продолжая ещё более уклоняться на запад, пересёк Татарский пролив и продолжил движение через центральный Сихотэ-Алинь в направлении г. Хабаровска: пройдя приблизительно в 70-80 км севернее города, тайфун продолжил движение в направлении Амурской области, затем начал уклоняться к югу в направлении г. Биробиджана, пересёк р. Амур и остановился в северо-восточном Китае, где резко сменил направление движения на северное, переместился на юго-восток Амурской области, где разрушился 8 августа. Общая длина траектории перемещения тайфуна составила 1824 км со средней скоростью движения 27,6 км/час. Диаметр области влияния тайфуна составлял около 1000 км, штормовые явления наблюдались в радиусе 140—185 км от центра по ходу тайфуна.
По официальной информации от японских властей, в результате прохождения тайфуна Филлис погибло 7 человек, пострадало 40000 человек, 22500 человек остались без жилья.

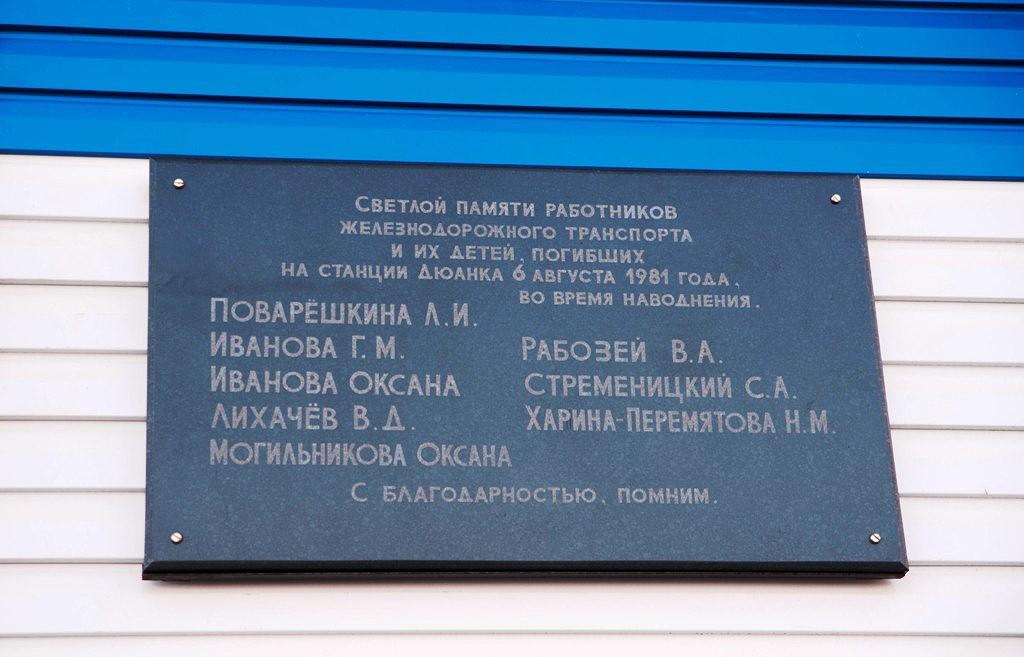
Памятная доска на станционном домике

На Сахалине в период с 5 по 7 августа частично или полностью оказались под водой 12 городов — Южно-Сахалинск, Анива, Корсаков, Горнозаводск, Долинск, Томари, Макаров, Поронайск, Углегорск, Красногорск, Холмск, Невельск, вдобавок к ним — 17 поселков и более 40 других населенных пунктов. Было парализовано движение автомобилей и поездов, вышла из строя телефонная связь. Разлившиеся водоемы затопили до одной трети посевных площадей.
В период прохождения тайфуна над территорий Хабаровского края, в ночь с 6 на 7 августа, в результате резкого подъёма воды в реке была полностью разрушена и смыта в море железнодорожная станция конечного участка БАМ «Дюанка», погибло 8 человек, в том числе двое детей.
На о. Итуруп погибли военнослужащие, при попытке переехать реку вброд.

## Хронология событий
Этот тайфун как бы объединил свою мощь с другим атмосферным вихрем. Сахалин один за другим атаковали две мощные стихии, что по всем метеорологическим критериям для Сахалина и Курильских островов нехарактерно. По выводам синоптиков, тут произошло обострение фронтов умеренных широт, тропической депрессии и регенерация тайфуна Филлис, затем началось их смещение и объединение. Эти процессы начались высоко в атмосфере 30 июля и продолжались до 6 августа.
Сначала над северными районами Кореи, Китая и Приморским краем возник циклон, который стал причиной сильных дождей 2 и 3 августа. В образовании циклона сыграли свою роль и остаточные явления от зародившегося ранее тайфуна Огден (OGDEN, № 198110, продолжительность с 26 июля по 2 августа). Тайфун Огден зародился в Тихом океане и смещался на северо-запад к берегам Японии, далее 30 июля сместился на юг Корейского полуострова и медленно пошел севернее через Восточно-Китайское море. Однако окончательно он не исчез. Возникший 1 августа на его остатках циклон вызвал падение атмосферного давления в Приморье и Хабаровском крае, на юге Сахалина начались сильные дожди. На побережье усилились штормовые ветры до 15-20 м/сек.
В атмосфере начали сближаться воздушные массы умеренных широт с тихо-океанскими тропическими. Столкновение холодного и более прогретого массивов воздуха ни к чему хорошему привести не могло. Начался процесс углубления циклона — усиление ветров и усиление дождей. Они стали идти уже по всему Сахалину. За 2 и 3 августа, по данным Сахалинского управления гидрометеорологии, общая сумма осадков достигла 70-126 мм. 3 августа циклон начал отходить в Охотское море к востоку.
2 августа в Тихом океане возник тайфун Филлис. Его оформление, как просчитали синоптики, происходило как раз в период прохождения через Сахалин того самого циклона. В отличие от Огдена Филлис смещался не как обычно, с западной составляющей, а непосредственно на север к Курильским островам, вблизи восточного побережья Японии. Эта нехарактерная траектория, а в дальнейшем и регенерация тайфуна стали результатом прохождения предыдущих циклонов.
С 4 августа 1981 года тайфун и волновые циклоны образовали единую циклоническую систему, снова начались сильные дожди, усилились ветры. Дожди припустили с утра 5 августа, продолжались и весь следующий день в центральных и южных районах Сахалина. Их интенсивность была от 30 до 100 мм за половину суток. Скорость тайфуна стала увеличиваться до 30-35 м/сек, изменилось направление его смещения — на север, северо-запад, через южную часть Татарского пролива в Приморье и Хабаровский край.
В ночь на 6 августа 1981 года сильные дожди начались на центральных и южных Курилах, 7 и 8 августа они дошли до северных Курил. Сила ветра достигала 25-35 м/сек.
Был организован штаб по противодействию чрезвычайной ситуации во главе с первым заместителем председателя Сахалинского облисполкома Иваном Павловичем Куропатко. Благодаря слаженным действиям штаба удалось организовать спасение людей. Часто прерывалась связь по телефону — тогда пользовались судовыми рациями и ведомственными телефонными линиями.

## Последствия тайфуна (по Сахалинской области)
За весь период разгула атмосферных вихрей повсеместно выпало от 150 до 400 миллиметров осадков, что составило полутора-трехмесячные нормы за август 1981 года. Наибольшее количество осадков выпало в горах, на побережье Анивского залива и на перешейке Поясок. После интенсивных дождей 3 августа в Углегорске выпало 137 мм осадков в течение 23 часов, в Ильинском в течение 16 часов — 129 мм. В Углегорске, по данным синоптиков, суточное количество осадков оказалось на 42 миллиметра больше по сравнению с многолетним суточным максимумом августа. Суточное количество осадков превысило норму в Углегорске на 178 процентов, в Ильинском — на 161 процентов Таковы были результаты первой атаки на Сахалин.
Действие Филлиса, подошедшего следом, с наибольшей силой проявилось на крайнем юге Сахалина с 4 по 7 августа. Непрерывная продолжительность сильных дождей здесь составила от 40 до 63 часов. Только за одни сутки 5 августа в горах выпало 159 мм осадков. Исключительно сильные дожди отмечены были на побережье Анивского залива. Например, в Огоньках и Корсакове за 44 часа выпало около двух с половиной месячных норм осадков (310 и 239 миллиметров соответственно), что превысило многолетнюю августовскую норму на 172 и 127 процентов соответственно. Остальные населенные пункты юга Сахалина стихия немного пощадила — там августовская норма была перекрыта на 90-125 процентов.
Синоптики подсчитали, что такое количество осадков, которое выпало за одни сутки 5 августа, может наблюдаться раз в сто лет. За весь период ненастья по районам регистрировалось в среднем от 3 до 5 случаев с особо опасными дождями, в то время как в многолетнем режиме такие дожди (30 и более мм осадков за период до 12 часов) в течение недели могут наблюдаться в среднем 3-5 раз в десятилетие. Максимальное количество осадков за 12 часов и менее колеблется от 50 до 140 мм. Например, в Ильинском особо опасный дождь вылил на землю 124,6 миллиметров осадков, что в три с лишним раза больше средней августовской нормы и в два раза больше годовой нормы в многолетнем режиме.
Дожди, начавшиеся 2 августа, уже к вечеру следующего дня вызвали подъём уровней воды в реках от одного до пяти с половиной метров над предпаводочной отметкой. Наиболее значительные подъёмы специалисты отметили на реках Найба, Томаринка, Красногорка, Углегорка, Пугачёвка. Интенсивность подъёма составляла от 10 до 38 см в час. Повсеместно на реках Поронайского, Смирныховского, Углегорского и Томаринского районов наблюдались выходы воды на пойму. Максимальные уровни превышали критический на метр. После короткого перерыва уровень воды в реках, едва упав, снова начал подниматься. Вечером 5 августа начался восточный штормовой ветер, он и вызвал нагон воды со стороны моря. Кроме того, возник дополнительный подпор воды в реках, впадающих в залив Терпения. Общая величина подъёма над предпаводочным уровнем составила 1,5-6,5 м. Интенсивность подъёма составляла уже от 30 до 50 см в час. Наиболее значительные изменения уровня снова были отмечены в Пугачевке, Углегорке, Красногорке, а также в Лопатинке, Сусуе и Лютоге. Вода в этих реках шла валом, который сформировался из мощных селевых потоков, несущихся с гор и увлекающих за собой огромное количество всевозможных обломков и даже вековых деревьев. Это создавало огромные заторы — своего рода естественные плотины на пути потоков. Возникшие препятствия прорывались, и большой объём воды с разрушительной силой устремлялся в водоемы.
В результате сильной боковой и глубинной деформации русел водными потоками снесло 36 гидрологических постов управления метеорологии. Некоторые реки после разрушения постовых устройств ушли в сторону на 20-30 метров. По данным гидрологов (да и то неполным), превышение максимальных уровней над критическими составляло от 1 до 4 метров. Специалисты сделали однозначный вывод — максимальные уровни, наблюдавшиеся в августе 1981 года на реках юга Сахалина, превысили максимальные уровни за весь период наблюдений на величину от 40 сантиметров до четырёх — шести метров. Повторяемость максимального уровня воды на большинстве рек составляет один раз в 50-100 лет.
Во время паводка 3-6 августа полностью затопило долины многих рек южной части острова. Слой воды на пойме достигал от 1 до 4 метров. Ширина затопления пойм Пороная, Углегорки, Лютоги, Найбы, Сусуи составила тогда 10-15 километров. После схода воды они представляли ужасное зрелище.
Согласно произведенным подсчетам, разливом рек и дождями подтопило совхозные поля в Корсаковском, Анивском, Невельском, Холмском, Долинском, Макаровском, Углегорском, Томаринском и Смирныховском районах. Наводнение уничтожило не только посевы, но и поля: они были заилены, завалены галькой и паводковым мусором, на них полностью смыло плодородный слой.
На залитых полях вода стояла в течение 2-3 недель в междурядьях, отчего произошло «задыхание» сельскохозяйственных культур, прекратились приросты и накопление урожая. Молниеносно распространились грибковые и другие заболевания растений, в частности фитофтора картофеля, части растений (клубни и корнеплоды) загнили. От данных обследований, проведенных агрометеорологами в совхозах юга острова, можно было схватиться за голову — урожайность упала по сравнению с предыдущим 1980 годом катастрофически. Согласно данным областного сельхозуправления, пришлось списать посевы картофеля на площади 2680 гектар, овощных культур — на 830 гектар. Таким образом, убрать можно было только 65 процентов посевных площадей картофеля и половину площадей овощных культур.
Сухие цифры статистики зафиксировали, что в негодность пришли 143 помещения на 48 тыс. голов крупного рогатого скота и свиней, 178 летних доильных установок. Погибло 846 голов крупного рогатого скота, 3226 свиней, 38 тысяч кур. Общий ущерб составил 136 млн советских рублей. С таким уроном никогда ранее сельское хозяйство острова не сталкивалось.
За время прохождения Филлиса начался сход селевых потоков и оползней. Гидрометеослужбой было зафиксировано более 500 подобных случаев, общий объём сошедшей массы составил до 100 м³. Более того — было отмечено формирование селевых потоков в таких районах, где они ранее не наблюдались или возникали крайне редко. Например в Сусунайском хребте, в верховьях рек, берущих начало у водораздельных отметок (высота 900—1000 метров), зафиксировали формирование грязекаменных потоков от небольших объёмов в 30-50 м³ до огромных до 100 тыс. м³. Длина пути селевого потока составила 2-3 км. Потоки эти характеризовались большой транспортирующей способностью — в отложениях было отмечено большое количество глыб объёмом 8-10 м³ и высокими скоростями. Явлений таких масштабов на территории юга острова до августа 1981 года не отмечалось. По выводам метеорологов, индикация старых селевых отложений в бассейне реки Рогатки позволяет предположить, что случаи формирования здесь селевых потоков имели место в 1940-е или 1950-е годы.
Селевые потоки наблюдали также в горах Южно-Камышового хребта, в бассейне реки Лютоги.
Наибольшее количество селевых потоков и оползней сформировалось на территории Невельского, Холмского, Углегорского и Макаровского районов. Интенсивные осадки и затопления сделали своё дело — оползни сходили даже с пологих склонов. Объём некоторых из них достигал 50-100 тыс. м³. На участке железной дороги Сокол — Быков отметили оползень объёмом в 50 тыс. м³, на участке от Ильинска до Арсентьевки — ещё большим объёмом, в 70 тыс. м³. В Невельске сошло 10 оползней, которые разрушили 10 домов. В Углегорске оползни (всего их было зафиксировано 30) привели к жертвам, разрушили 6 домов. Оползни парализовали участки островной магистрали и автомобильных дорог по всему югу Сахалина. Крупный оползень разрушил участок холмской автотрассы на перевале. От мощи грязекаменных потоков не устояли электролинии и линии связи — только между Углегорском и Поронайском их насчитали семь десятков.
Всего же, как потом подсчитали, водными и селевыми потоками размыло в общей сложности 971 км автомобильного и железнодорожного полотна, большое количество мостов, 151 трубопровод. Из-за прошедших дождей и затопления больших территорий долгое время не могли восстановить нормальную деятельность шахты, целлюлозно-бумажные заводы, леспромхозы и предприятия рыбной отрасли.

## Ликвидация последствий
Для срочной ликвидации разрушений на Сахалинской железной дороге (повреждены несколько десятков мостов, а Макаровский мост почти полностью был разрушен и смыт, сотни километров железнодорожного полотна подмыты или полностью уничтожены, сорваны линии связи и электропередачи) на Сахалин были переброшены подразделения Железнодорожных войск из Уссурийска и Владивостока, на пароме завезена тяжелая железнодорожная техника. Временное восстановление сквозного сообщения по всей дороге было завершено за месяц.